# Sajik-dong, Cheongju
Sajik-dong (koreanska: 사직동) är en stadsdel i stadsdistriktet Seowon-gu i staden Cheongju i Sydkorea. Den ligger i provinsen Norra Chungcheong, i den centrala delen av landet, 110 km söder om huvudstaden Seoul.

## Indelning
Administrativt är Sajik-dong indelat i:
| Namn    | Namn             | Yta km² | Invånare 31 dec 2019 |
| ------- | ---------------- | ------- | -------------------- |
| 사직1동 | Sajik 1(il)-dong | 1,34    | 8 417                |
| 사직2동 | Sajik 2(i)-dong  | 0,89    | 14 943               |